# Benedictus Hubertus Danser
Benedictus Hubertus Danser (* 24. Mai 1891 in Schiedam; † 18. Oktober 1943 in Groningen) war ein niederländischer Botaniker. Sein offizielles botanisches Autorenkürzel lautet „Danser“.

## Leben
B.H. Danser war der Sohn von Cornelis Danser und Josephina Jaeckers. Nach dem Studium an der Universität Amsterdam wurde er 1921 mit der Dissertation Contribution à la systématique du Polygonum lapathifolium (Beitrag zur Systematik von Polygonum lapathifolium) promoviert. In den folgenden Jahren arbeitete er zunächst als Lehrer in Haarlem. 1925 wurde er als Wissenschaftlicher Mitarbeiter beim Herbarium und Botanischen Garten Bogor in Niederländisch-Ostindien (heute: Indonesien) angestellt, wo er bis Ende 1929 blieb. Dann kehrte er in die Niederlande zurück und trat in Groningen eine Assistentenstelle an. Am 18. Juni 1930 heiratete er in Amsterdam Emelia Paulina („Emmy“) de Savornin Lohman (1898–1969). 1931 wurde er außerplanmäßiger Professor, 1934 planmäßiger Professor der Pflanzensystematik in Groningen.
Er war Spezialist für die Knöterichgewächse (Polygonaceae), Kannenpflanzen (Nepenthaceae) und Riemenblumengewächse (Loranthaceae).

## Ehrentaxon
Der Botaniker Cornelis van Steenis benannte nach ihm die Pflanzengattungen Dansera Steenis aus der Pflanzenfamilie der Caesalpiniaceae und Danserella Balle aus der Familie der Riemenblumengewächse (Loranthaceae).